# Carpelle

Diagramme d'une fleur mature.

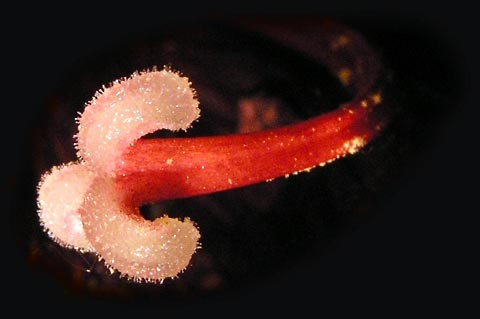
Style et stigmate d'Amaryllis

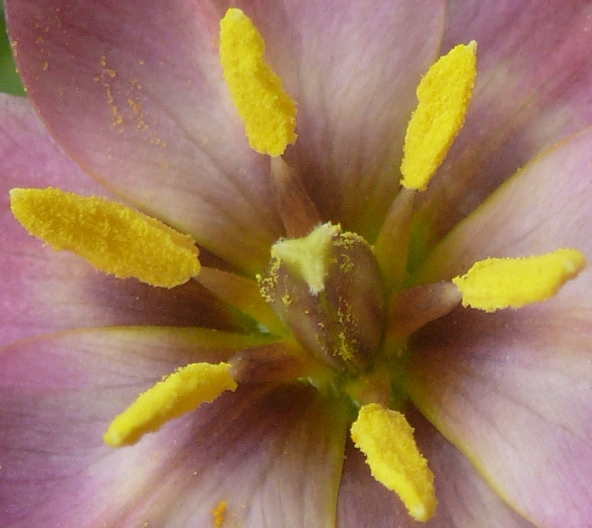
Pistil syncarpe (3 carpelles soudés) de Tulipa aucheriana entouré d'étamines.

Le carpelle est une enveloppe protectrice d'origine foliacée enfermant les ovules chez les Angiospermes. Les carpelles constituent le quatrième verticille de la fleur et leur groupement constitue le pistil. Le carpelle se transforme en fruit après la fécondation.
Dans l'évolution des Spermaphytes, l'apparition de cette protection supplémentaire des ovules est une caractéristique fondamentale des Angiospermes. En opposition, chez les Gymnospermes (plantes à ovules nus), il n'y a ni carpelle ni fleur mais des cônes et des graines.
Les Angiospermes "archaïques" sont imparfaitement angiospermées, c'est-à-dire que leurs carpelles sont incomplètement suturés (carpelles peltés).

## Structure du carpelle
Le carpelle comprend trois parties : 
1. l'ovaire, une cavité close qui abrite les ovules insérés au niveau des placentas. La loge ovarienne (= 1 carpelle) est qualifiée d'uniovulée lorsqu'elle ne contient qu'un ovule et de pluriovulée dans le cas contraire.
2. le style, en forme de colonne, qui relie l'ovaire aux stigmates. Il y a autant de styles que de carpelles et ils peuvent être soudés n'en formant plus qu'un ou deux de libres (stigmate unique ou bifide).
3. le stigmate, situé à l'extrémité du style, qui n'a pas d'épiderme et est souvent visqueux et muni de papilles afin de mieux capter le pollen lors de la pollinisation. Il peut être uni- ou pluripartite.

## Groupe de carpelles
Le nombre des carpelles présents dans une fleur peut être lié à celui des autres pièces florales ; ainsi, chez les monocotylédones, qui ont des fleurs trimères, il y a trois carpelles (les botanistes parlent de tricarpellie). Chez les dicotylédones, les fleurs le plus souvent pentamères ont cinq carpelles (pentacarpellie).
Le plus souvent, le pistil comporte plusieurs carpelles. Lorsque ces derniers sont soudés, le pistil est dit syncarpe ou gamocarpellé  (près de 83 % des angiospermes) ; lorsqu'ils sont libres, le pistil est dit apocarpe ou dialycarpellé (11 % des angiospermes) ; les 6 % restants des angiospermes sont unicarpellés ou monocarpellés c'est-à-dire qu'un carpelle unique suturé compose le pistil. Il est à noter que les monocarpellés peuvent être qualifiés aussi de dialycarpellés dans la mesure où le carpelle unique est libre. Vu l'exigüité du centre du réceptacle floral et le volume considérable des carpelles, ceux-ci entrent généralement en contact et des soudures interviennent rapidement entre carpelles voisins, aussi la majorité des plantes ont dépassé le stade de l'ovaire apocarpellé pour atteindre celui de l'ovaire gamocarpellé. Chez certaines familles comme les Malvaceae, les botanistes observent une évolution parallèle à la méristémonie, la méricarpellie, c'est-à-dire la subdivision des carpelles.
Lorsque les cloisons intercarpellaires d'un pistil syncarpe disparaissent (d'origine ou par régression ultérieure) ou que le pistil est monocarpellé, le pistil à une seule loge est dit uniloculaire ; inversement lorsque les cloisons sont conservées, le pistil est dit pluriloculaire ou "faux syncarpe".
Les carpelles peuvent être ascidiacés, c'est-à-dire qui se ferment par la rencontre des bords du sommet de l'organe, ou suturés pour lesquels une ligne de suture court de haut en bas de l'organe.
Chez des plantes comme les Nymphéacées, ou les Papavéracées, les carpelles sont en nombre élevé et indéterminé. Inversement, chez les espèces présentant un niveau de différenciation plus grand, leur nombre se réduit à deux (Apiacées = Ombellifères) ou un (Poacées = Graminées).

## Tendances évolutives
Au plan évolutif, le carpelle des plantes à fleurs provient d'une feuille fertile, le sporophylle ou feuille carpellaire, qui se referme sur les ovules insérés au niveau des placentas, phénomène que l'on peut suivre chez les espèces les plus primitives (Ranunculales, Magnoliales, Nymphaeales).
La dialycarpellie est considérée comme un caractère ancestral, la gamocarpellie comme un caractère dérivé dont le rôle serait d'assurer une meilleure protection des ovules contre les insectes herbivores, notamment les coléoptères (augmentation de l'épaisseur des parois carpellaires), de favoriser une meilleure dissémination des graines et une allopollinisation plus efficace (en quantité et en qualité).